# Ásta Sigurðardóttir
Ásta Sigurðardóttir, född 1 april 1930, död 21 december 1971, var en isländsk novellförfattare och bildkonstnär.

## Biografi
Ásta Sigurðardóttir föddes i Litla-Hrauni i Kolbeinsstaðarhreppur i Hnappadalssýsla, Snæfellsnes. Hon var dotter till Sigurður Jónsson och Þóranna Guðmundsdóttir. Hon hade en två år yngre syster som hette Ástríður Oddný Sigurðardóttir. Hon flyttade som ung till Reykjavik där hon utbildade sig. Hon tog examen 1950 vid Islands pedagogiska universitet (Kennaraháskóli Íslands). Hon hade konstnärlig talang och både skrev noveller och illustrerade. I Reykjavik var hon en välkänd person som sågs som bohem, och som utmärkte sig genom att gärna utmanade samhällets rådande normer och värderingar.
Hon debuterade som författare 1951 med novellen Sunnudagskvöld til mánudagsmorguns (Söndagskväll till måndagsmorgon) i tidskriften Líf och list som väckte stor uppmärksamhet. Efter den framgångsrika debuten skrev hon flera noveller och 1961 gav hon ut en novellsamling som hon gav titeln Sunnudagskvöld til mánudagsmorguns, efter hennes första novell. 1985 gavs en andra novellsamling av Ásta Sigurðardóttir ut, Sögur og ljóð (Berättelser och dikter).  
Till Ásta Sigurðardóttir tidiga mer bemärkta noveller hör utöver debutnovellen bland annat Draumurinn (Drömmen), Frostrigning (Frostregn) och Dyrasaga (En berättelse om djur). Hennes stil är tidigt modernistisk med en komplex spänning mellan självhävdelse och självförakt och novellerna har ofta ironiska och symboliska inslag. Hennes senare noveller, exempelvis Fegurðardrottning (Skönhetsrottningen) i Sögur og ljóð, saknar de tidiga novellernas utmärkande intensitet.
Utöver novellförfattande var Ásta Sigurðardóttir även bildkonstnär och hon illustrerade många av sin berättelser själv. Hon designade även en uppsättning spelkort med inspiration till bildmotiven utifrån isländsk folktro.
Ásta Sigurðardóttir gifte sig och blev mor till fem barn, men led av alkoholism och till slut upplöstes äktenskapet och barnen placerades i fosterhem. Hon dog till följd av sin alkoholism 1971, i en ålder av endast 41 år.